# Kate Devlin

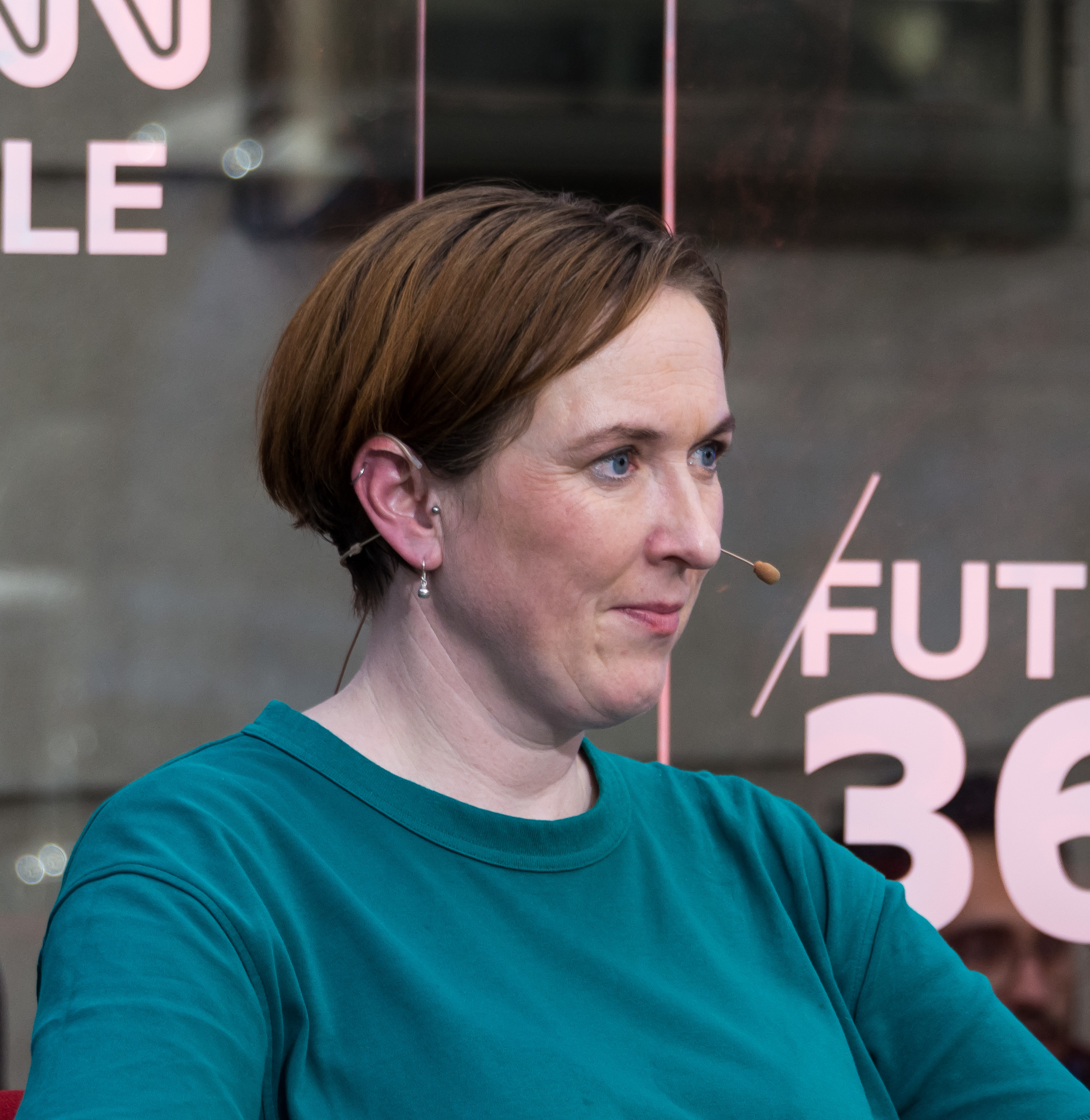
Kate Devlin

Kate Devlin (* 3. Februar 1973) ist eine britische Dozentin für künstliche Intelligenz und Gesellschaft am King’s College London. Ihr Forschungsschwerpunkt liegt im Bereich der künstlichen Intelligenz und Mensch-Computer-Interaktion, wobei sie hauptsächlich Sexroboter entwickelt und untersucht, wie Menschen auf diese reagieren.

## Leben

### Lebensweg
Devlin wurde am dritten Februar 1973 als Adela Katharine Devlin geboren. Sie lebt in London und arbeitet als Dozentin für künstliche Intelligenz und Gesellschaft am King’s College London. Sie ist geschieden und hat eine Tochter. Devlin selbst bekennt sich offen und sehr liberal zu nicht monogamen Beziehungen in gegenseitigem Einvernehmen und hat auch über ihre Erfahrungen mit Polyamorie geschrieben. Devlin äußerte sich auch in der Öffentlichkeit sowohl über ein Leben mit bipolaren Störungen und Epilepsie als auch über Auswirkungen von Stress auf ihren akademischen und beruflichen Werdegang. Sie machte damit u. a. den Weg frei für die öffentliche Debatte über psychische Gesundheitsprobleme und ihre Auswirkungen auf den beruflichen Alltag in Großbritannien.

### Akademische Laufbahn und Bildung
Kate Devlin hat einen Bachelor-Abschluss in Archäologie, einen Master of Science und einen Doktor der Philosophie im Bereich Informatik. Sie begann ihre Laufbahn 1997 als freischaffende Archäologin bei einer Reihe von Ausgrabungen in Irland. Diese Ausgrabungen betrafen die Bronze- und Eisenzeit, die Wikingerzeit sowie das Mittel- und Postmittelalter. Zu ihren Aufgaben gehörten hierbei Ausgrabungen, Aufzeichnungen, Vermessungen, Fotografien und Datenanalysen. Devlin erforschte aus persönlichem Interesse ebenfalls die Lebensgeschichte der viktorianischen Archäologin und Entdeckerin Adela Breton. Im Jahr 2000 arbeitete sie für neun Monate bei dem Konzern Northbrook Technology als Programmiererin für Datenbanken. Von 2004 bis 2006 arbeitete sie als Post-Doktorandin für Archäologie an der Universität Bristol. Ihre Tätigkeiten hier waren das digitale Darstellen von archäologischen Stätten und Artefakten. 2004 archivierte sie digital die Arbeiten von Isambard Kingdom Brunel aus der Sondersammlung der Universität. Außerdem unterrichtete sie auch. Im Herbst 2006 begann Devlin an der Goldsmiths, University of London als Dozentin zu arbeiten. Auch hier bestanden ihre Tätigkeiten aus Lehre und Forschung. Ihr Forschungsschwerpunkt war die künstliche Intelligenz und Mensch-Computer-Interaktion. Hinzu kam ihre Rolle als „Senior Tutorin“ ihrer Abteilung. Sie war außerdem seelsorgerisch für die Studierenden der Universität tätig. Seit 2015 bis zum heutigen Tag arbeitet sie als leitende Dozentin an der Goldsmiths, University of London und forscht weiterhin in den Bereichen Mensch-Computer-Interaktion und künstliche Intelligenz. Hierbei untersucht sie, wie Menschen auf Technologie reagieren und mit ihr interagieren und inwieweit Technologie die Gesellschaft beeinflussen wird. 2016 war sie Co-Vorsitzende des Zweiten Internationalen Kongresses über Liebe und Sex mit Robotern. Darüber hinaus gründete sie den ersten Sex-Tech-Hackathon (Treffen zur Forschung und Entwicklung von Sexrobotern) in Großbritannien. Außerdem ist sie Expertin in der parteiübergreifenden parlamentarischen Gruppe für künstliche Intelligenz im House of Lords und Beraterin für die Non-Profit-Organisation „Ada-AI“, die sich für gerechte und integrative Entwicklung und Einführung von KI einsetzt. 2017 wurde sie von der Tageszeitung Evening Standard als eine der einflussreichsten Personen Londons bezeichnet. Seit 2018 arbeitet sie außerdem als Senior-Dozentin am Kings College London für soziale und kulturelle künstliche Intelligenz.

### Turned on: Science, Sex and Robots
Turned on: Science, Sex and Robots kann als Hauptwerk Devlins betrachtet werden. Das Buch wurde am 18. Dezember 2018 in London vom Verlag „Bloomsbury Publishing“ veröffentlicht. Das Buch behandelt verschiedene Aspekte der menschlichen Sexualität einschließlich der Beziehung zu Technologie und die Reaktionen der Gesellschaft auf Sexroboter. Dabei geht sie nicht nur auf die heutige Populärkultur ein, sondern auch auf die Geschichte von Sexrobotern bis zurück zur griechischen Antike. Außerdem untersucht das Buch potenzielle gesellschaftliche Veränderungen, die durch neue Technologien entstehen. Ein weiteres Thema, das in dem Buch behandelt wird, ist die Ethik und Moral im Umgang mit Sexrobotern und, daran anknüpfend, emotionale und psychologische Aspekte von Sexrobotern. Die Sunday Times bezeichnet das Buch als erleuchtend, witzig und mit offenem Geist geschrieben.

## Forschung

### Künstliche Intelligenz

#### Definition
Um sich mit der Forschung Devlins zu befassen, braucht es zunächst ein Grundverständnis im Bereich der künstlichen Intelligenz (KI). Es handelt sich bei der künstlichen Intelligenz um Computerprogramme und Maschinen, „welche ein Verhalten an den Tag legen können, das wir als „intelligent“ bezeichneten, wenn es einem Menschen zugeschrieben würde.“ Darüber hinaus wird bei künstlicher Intelligenz zwischen starker und schwacher künstlicher Intelligenz unterschieden. Die schwache KI beschäftigt sich mit konkreten Anwendungsproblemen, wie zum Beispiel Sprach- oder Zeichenerkennungssysteme. Die starke KI hingegen besitzt die „gleichen intellektuellen Fertigkeiten wie der Mensch“ oder übertrifft ihn sogar. Eine solche KI hat normalerweise die Eigenschaften des logischen Denkens sowie die Fähigkeit, Entscheidungen bei Unsicherheit treffen zu können. Außerdem können starke KIs planen und dazulernen und die vorhandenen Fähigkeiten dazu einsetzen, ein bestimmtes Ziel zu erreichen. Devlin forschte in beiden Bereichen der KI. Bei der starken KI befasste sie sich vor allem mit der Frage, ob es möglich sei, Systeme zu entwickeln, welche in der Lage sind, ein Bewusstsein zu entwickeln.

#### Sexroboter mit künstlicher Intelligenz
Sexroboter sind menschenähnliche Roboter mit einem starren Körper aus Metall und Silikon, die mit künstlicher Intelligenz versehen sind. Durch die unterschiedlichen Sensoren und einem verbauten Computer wirken sie erstaunlich echt und können sich in Teilen bewegen, ohne allerdings laufen zu können. Sie können sprechen und sogar Emotionen simulieren und sind inzwischen in verschiedenen Charakterausgaben erhältlich (schüchtern, intellektuell, sinnlich, …).
Laut Devlin muss man zwischen Sexspielzeug und Sexrobotern klar differenzieren. Sexroboter unterschieden sich in der Hinsicht von Sexspielzeugen, dass sie über künstliche Intelligenz verfügen. An und für sich sind Roboter und künstliche Intelligenz zwei verschiedene Dinge, „die sich jedoch gewinnbringend verbinden lassen.“ Die Roboter, welche den physischen Körper darstellen, können programmiert werden, bestimmte Bewegungen auszuführen. Die künstliche Intelligenz fungiert dementsprechend als „Gehirn“, da sie Daten analysiert und auf bestimmte Situationen reagiert. Als weiteres Phänomen sind in letzter Zeit noch die Spracherkennungssysteme relevant und beliebt geworden, die eine leichtere Kommunikation mit dem Roboter ermöglichen. Diese Systeme lassen ihn auf bestimmte Situationen passend reagieren.
Devlin sieht in Sexrobotern auch die Möglichkeit für eine therapeutische Nutzung für Menschen, die keine traditionellen Beziehungen eingehen können. Sie glaubt, dass die Roboter beispielsweise denjenigen Menschen helfen könnten, die aus unterschiedlichen Gründen kein Sexualleben führen können. Weitere Vorteile des Einsatzes von Sexrobotern sind auch, dass Prostitution und Sexualverbrechen reduziert werden könnten. Außerdem könnte auch die Verbreitung von Geschlechtskrankheiten verringert werden. Devlin forscht unter anderem daran, wie man KI-Systeme entwickeln kann, die menschenähnliche Eigenschaften wie Empathie, emotionale Intelligenz und Kreativität aufweisen. Wenn es nach Devlin geht, soll es nicht nur um Sex, sondern auch um Liebe gehen, indem die Maschinen der Zukunft irgendwann vielleicht dank künstlicher Intelligenz sogar Gefühle und eine Art Bewusstsein ihrer selbst entwickeln.
Damit verbunden ist auch die Fähigkeit der Roboter, Emotionen und Stimmungen von Menschen zu erkennen und dann auch adäquat auf sie zu reagieren. Devlin betont immer wieder, dass die derzeitigen Roboter und KI-Systeme keine Gefühle und Emotionen entwickeln können. Sie können lediglich emotionale Reaktionen imitieren und so Emotionen simulieren.

#### Sicherheit von künstlicher Intelligenz
Devlin ist mit der derzeitigen Sicherheit von künstlicher Intelligenz nicht zufrieden. Dabei meint sie nicht die aus Science-Fiction-Romanen bekannten Szenarien, dass die KI die Welt übernehmen, sondern die Sammlung von Daten und der Datenschutz generell. Dazu gehört auch das Thema „Deep-Fakes“. Devlin kritisiert, wie einfach es ist, mithilfe von Deep-Fakes andere Personen falsch dar- und bloßzustellen. Generell kämpft Devlin für mehr Transparenz und Datenschutz bei Sexrobotern und bei KI basierten Systemen. Ein populäres Beispiel für den geringen Datenschutz ist der smarte Vibrator We-Vibe-Rave. Das Gerät konnte per Bluetooth mit dem Handy verbunden werden und dann über eine App gesteuert werden. Doch es stellte sich heraus, dass das Unternehmen Nutzerdaten sammelte und diese mit den jeweiligen E-Mail-Adressen verknüpfte. Der Hersteller bestritt diese Tatsache nicht, versicherte aber die Sicherheit der Daten. Später wurde jedoch derselbe Vibrator öffentlich gehackt. Dieser Vorfall zeigt gut, welche Gefahren bestehen und welche Aspekte bei der Entwicklung von Sexrobotern beachtet werden müssen.

### Mensch-Computer-Interaktion

#### Reaktion der Gesellschaft auf neue Technologien
Die Reaktion von Menschen beziehungsweise der Gesellschaft auf neue Technologien, insbesondere auf Sexroboter, ist eines der Hauptthemen, mit denen sich Kate Devlin auseinandersetzt. In Interviews und auf Vorträgen betont sie sehr häufig, dass die Vorstellung eines künstlichen Liebhabers schon sehr weit in die Vergangenheit zurückgeht. Dabei bezieht sie sich oft auf das antike Griechenland. Es wurden viele, Sexspielzeug ähnelnde Artefakte gefunden, die darauf schließen lassen, dass Sexspielzeuge schon seit sehr langer Zeit existieren und genutzt werden. Nun gibt es in der jüngeren Geschichte starke Entwicklungen im Bereich der künstlichen Intelligenz und Sex-Roboter, sodass die Frage aufkommt, ob es möglich ist, dass ein Mensch einen Roboter lieben oder eine emotionale Bindung zu ihm aufbauen kann. Laut Devlin ist dies möglich, da Menschen ständig mit nicht menschlichen Objekten und Wesen Bindungen eingehen, wie zum Beispiel mit ihrem Haustier. Emotionale Bindungen zu nicht menschlichen Dingen sind also durchaus möglich. Dabei kommt es nicht immer darauf an, dass die Liebe in beide Richtungen geht, sondern sie kann auch einseitig sein, was die Liebe jedoch nicht invalide macht. Dieses Phänomen ist schon länger bekannt. Devlin berichtet zum Beispiel von Soldaten, die Entschärfungsroboter begraben, nachdem diese irreparabel zerstört wurden. In diesem Kontext erwähnt Devlin auch den Tamagotchi-Effekt, bei welchem ebenfalls Gefühle für nicht menschliche Küken eine Rolle spielen.
Devlin nennt in anderem Kontext außerdem viele Beispiele für die Einführung neuer Technologien in die Gesellschaft, die zunächst keine Akzeptanz fanden. Ein Beispiel ist die Erfindung der Druckerpresse. Diese wurde zunächst als Bedrohung für die Gesellschaft empfunden aus Angst vor der „Informationsflut“, welche auf die Bevölkerung losgelassen wird. Im Nachhinein ist dies jedoch nicht der Fall gewesen. Ein weiteres Beispiel ist laut Devlin die Einführung von Zeitungen, bei welchen man zunächst befürchtete, sie würden zu sozialer Isolation führen, was ebenfalls nicht geschah. Schließlich führt Devlin noch die Einführung des Fernsehens an, bei der man annahm, sie würde das traditionelle Familienleben zerstören. All diese Beispiele haben eins gemein: Eine der Gesellschaft unbekannte Erfindung wurde eingeführt und sorgte zunächst für Skepsis und Sorge. Doch letztendlich wurden all diese Erfindungen in das tägliche Leben implementiert und sind heutzutage feste Bestandteile unseres Alltags.
Mit diesen Beispielen will Devlin vor allem darauf aufmerksam machen, dass Skepsis und Kritik an Sexrobotern normal sind, da es sich hier um ein komplett neues Konzept handelt, zu dem es bisher sehr wenig Informationen gibt, und die Gesellschaft hat bisher wenig Erfahrung mit künstlicher Intelligenz, verbunden mit Sexrobotern. Trotzdem könne man an den genannten geschichtlichen Beispielen gut erkennen, welches Potential solch neue Entwicklungen haben können. Auch wenn es noch sehr viel Kritik an Sexrobotern gibt, existieren auch Studien, die belegen, dass vor allem junge Menschen sich vorstellen können, Sex mit einer künstlichen Intelligenz zu haben. Eine Studie von Kaspersky – ein IT-Security-Anbieter – besagt, dass ca. ein Viertel der 1000 befragten 16–30-Jährigen sich vorstellen könnte, sich in eine, auf sie zugeschnittene KI zu verlieben. Außerdem zeigt die Studie, dass ca. ein Drittel der Befragten der Meinung ist, „dass KI-gestützte Computeralgorithmen bei der Suche nach perfekten menschlichen Beziehungen nützlich sein werden“. Ebenfalls überraschend ist, dass ein Drittel der Befragten sich vorstellen könnte, die Persönlichkeit eines verstorbenen Partners zu digitalisieren und weiter zu lieben.

#### Gerechtigkeit bei der Entwicklung von Sexrobotern
Wie zuvor bereits erwähnt, setzt sich Devlin für eine gerechte Entwicklung von künstlicher Intelligenz und Sexrobotern ein. Konkret kritisiert Devlin den Mangel an männlichen Sexrobotern. Diese seien bisher noch nicht auf dem Markt erhältlich, und sie empfindet dies als ungerecht und nicht zeitgemäß. Mögliche Gründe hierfür könnten die sozialisierte Voreingenommenheit sein, also dass es auch nur wenige weibliche Autoren oder Filmemacher gibt, oder der wesentlich geringere Anteil an Frauen in technischen Berufen. Ein weiterer Punkt, welcher für Devlin sehr wichtig ist, „Entwicklung von Sexrobotern inklusiv und gerecht ist, damit die Technologie die Bedürfnisse und Wünsche aller Menschen widerspiegelt und nicht nur die der privilegierten Gruppen.“ Damit ist nicht nur die Anpassung an die Konsumenten wie zum Beispiel körperliche beeinträchtigte Menschen oder Angehörige der LGBTQ-Community, sondern auch der Preis gemeint. Sexroboter sind heutzutage noch sehr teuer und werden allgemein zwischen 1.000 und 10.000 Euro gehandelt. Für Normalverdienende sind Sexroboter also unerreichbar und nur für einen kleinen Teil der Gesellschaft zugänglich. Devlin untersucht also, wie man Sextechnologie schaffen kann, die vielfältig, fair, gleich und unvoreingenommen ist.
Diese Ungleichheit ist auch eines der Hauptargumente der Gegner der Sexroboter. Bereits 2015 wurde die „Campaign Against Sexrobots“ von der Wissenschaftlerin und Professorin für Ethik und Kulturwissenschaft Kathleen Richardson gegründet. Die Bewegung setzt sich für die Abschaffung von Sexrobotern in Form von Frauen und Mädchen ein. Sie stellt die Normalisierung von Sexrobotern als Ersatz für Beziehungen mit Frauen in Frage und kämpft gegen die Entmenschlichung von Frauen, welche durch Sexroboter vorangetrieben werde. Devlin stimmt dieser Kritik an Sexrobotern insoweit zu, dass die derzeitige Form von Sexrobotern Frauen objektiviert. Sie ist ebenfalls der Meinung, dass die derzeitigen Sexroboter zu dem schädigenden Körperbild beitragen. Deswegen ist sie der Meinung, dass „Sexroboter gar nicht so aussehen müssen wie Menschen.“ Den Kritikpunkt der Gegenbewegung, dass Sexroboter Menschen schaden würden, weist Devlin jedoch zurück, da ihre Recherchen einen sehr respektvollen Umgang der Konsumenten gegenüber den Puppen zeigten, und es keine Anzeichen gab, dass diese gekauft wurden, um Gewalt an ihnen auszuüben. Des Weiteren ist Devlin der Meinung, dass die negative Sicht auf Sexroboter auch daher rührt, dass die Kampagne eine sehr negative Sicht auf Sexarbeit hat und Sexroboter als eine Fortsetzung derselben gesehen wird. Dennoch stimmt sie der „Campaign against Sexrobots“ insoweit zu, dass die derzeitige Form von Sexrobotern problematisch ist und auch für eine Abkehr von der menschenähnlichen Form einsteht.